# Roland Ullmann (Polizist)
Roland Ullmann (* 3. September 1957 in Somborn) ist ein ehemaliger deutscher Polizist und war vom 17. Juli 2020 bis zum 19. September 2022 der Landespolizeipräsident in Hessen.

## Leben
Roland Ullmann trat 1973 als Beamter in den Mittleren Dienst der Polizei Hessens ein und absolvierte nach Abschluss der Ausbildung bei der Bereitschaftspolizei und der Hessischen Polizeischule 1976 die 1. Fachprüfung. In den folgenden Jahren bis 1981 arbeitete er bei der Polizeidirektion Hanau, zunächst im Streifendienst bei der Polizeistation Maintal, nach seiner kriminalpolizeilichen Ausbildung als Sachbearbeiter für Rauschgiftdelikte und Kapitalverbrechen. Ab 1981 studierte Ullmann an der Verwaltungsfachhochschule in Wiesbaden und wurde 1984 durch die 2. Fachprüfung diplomiert. Als junger Kriminalkommissar wurde er als Sachbearbeiter beim Polizeipräsidium Frankfurt am Main, darunter beim Mobilen Einsatzkommando (MEK), später als Leiter der Führungsgruppe der ARGOS-Einheit zur Operativen Kriminalitätsbekämpfung, verwendet. Von 1988 bis 1990 besuchte Ullmann für die 3. Fachprüfung die Deutsche Hochschule der Polizei in Hiltrup, von 1995 bis 2000 kehrte er zur Hochschule als Dozent für Kriminalistik und Kriminologie im Fach Polizeiliches Management zurück. Von 1990 bis 1995 machte er sich als Inspektionsleiter in den Bereichen Diebstahlkriminalität und Organisierte Kriminalität/Rauschgift verdient.
In den Jahren 2000 und 2001 fungierte er als Referent beim Hessischen Ministerium des Innern und für Sport im Referat Einsatz der Kriminalpolizei und war hier wesentlich mit den Veränderungsprozessen zur Polizeireform 2001 im Behördenaufbau und Umgestaltung der Abteilung III des Ministeriums in das Landespolizeipräsidium  befasst. In dem neu geschaffenen Polizeipräsidium Mittelhessen wirkte er von 2002 bis 2006 als Polizeivizepräsident, es folgten zwei Jahre bis 2008 als Polizeivizepräsident beim Polizeipräsidium Westhessen. Im Jahre 2008 wurde er zum Polizeivizepräsidenten beim Polizeipräsidium Südosthessen und 2010 zum Polizeipräsidenten ernannt. Nach über zehn Jahren wurde Ullmann im Juli 2020 Landespolizeipräsident in Hessen. Die Ernennung wurde kritisiert, da er die bei dem Anschlag in Hanau 2020 aufgedeckten Probleme mit dem Notrufsystem kannte, die fristgerechte Umstellung im von ihm geführten Polizeipräsidium Südosthessen wegen technischer und räumlicher Umstände aber als unmöglich abgelehnt hat. Er war seit 2010 schriftlich über das Problem des Notrufüberlaufs informiert und wusste, dass der Neubau seines Präsidiums sich bis 2021 verzögern würde. Im Juli 2022 behauptete er jedoch vor dem Untersuchungsausschuss des hessischen Landtags, er habe erst nach dem Anschlag vom Notrufchaos in Hanau erfahren. Am 19. September 2022 wurde er von Innenminister Peter Beuth in den Ruhestand verabschiedet, ein Nachfolger wurde nicht bekanntgegeben.
Roland Ullmann wurde in Somborn geboren, ist dort aufgewachsen und lebt in seiner Heimat Linsengericht bei Gelnhausen. Er ist verheiratet und Vater einer erwachsenen Tochter; man beschreibt ihn als heimatverbunden, bodenständig und besonnen. Er lebt nach den Leitsätzen Der Mensch steht im Mittelpunkt und Stillstand ist Rückschritt.

## Hintergrund der Berufung
Der ehemalige Landespolizeipräsident Udo Münch trat im Zusammenhang mit angeblich versäumten parlamentarischen Berichtspflichten zu Computerabfragen, die anscheinend im Zusammenhang mit rechtsextremistischen Drohschreiben standen, Anfang Juli 2020 von seinem Amt zurück. Der Nachfolger Roland Ullmann wurde zum Amtsantritt mit einem konkreten Maßnahmenkatalog betraut, der u. a. beinhaltet:
- Einsatz eines Unabhängigen Bürger- und Polizeibeauftragten als neue unabhängigen Stelle, um Fehlverhalten innerhalb der Polizei schneller sichtbar zu machen und zu bekämpfen.[6]
- Einsatz eines Sonderermittlers für die Untersuchung von rechtsextremistischen Drohmails mit der Unterschrift NSU 2.0.[7]
- Einsatz einer Expertenkommission zum Umgang mit Fehlverhalten sowie zur Erarbeitung eines neuen Leitbilds der hessischen Polizei und Evaluierung ergriffener Maßnahmen unter Leitung der deutschen Rechtswissenschaftlerin Angelika Nußberger.[8]
- Prüfung der Strafverschärfung bei Bedrohung und des Disziplinarrechts.